# Bauhinia xerophyta
Bauhinia xerophyta är en ärtväxtart som beskrevs av Du Puy och Raymond Rabevohitra. Bauhinia xerophyta ingår i släktet Bauhinia och familjen ärtväxter. Inga underarter finns listade i Catalogue of Life.